# Sasan
Sasan (srednjeperzijsko  𐭮𐭠𐭮𐭠𐭭 Sāsān, perzijsko ساسان), ki se šteje za eponimnega prednika Sasanidov/Sasanidske dinastije (vladala 224-651), je bil "velik vojščak in lovec" in visoki zoroastrski svečenik Parsa. Živel je nekje proti koncu Arsakidskega (Partskega) cesarstva v zgodnjem 3. stoletju n. št.

## Sasanova identiteta

### Srednjeveški viri
O Sasanu in njegovem sorodstvu z Ardaširjem I., ustanoviteljem Sasanidskega cesarstva,  obstaja več rahlo različnih zgodb. Severnoiranski zgodovinar Tabari omenja, da se je Sasan poročil s princeso iz družine Bazarangid, vazalne  dinastije Parsa, in da je bil Sasan stari oče  Ardaširja I., Papak pa  Ardaširjev oče.
Po pahlavijski knjigi Kār-Nāmag ī Ardašīr ī Pāpakān (Knjiga dejanj Ardaširja, sina Papaka), napisani v sasanidskem obdobju, je bila Sasanova žena hčerka plemiča Papaka. Poroko je organiziral Papak, ko je izvedel, da je  "v Sasanu  ahemenidska kri". Ardašir I. je bil njun sin. Sasan takoj po Ardaširjevem pojavu izgine iz pripovedi. Za Ardaširjevega očeta se šteje Papak.
Zgodbe o različnem sorodstvu med Ardaširjem, Papakom in Sasanom imajo po Fryevem mnenju zoroastrsko razlago. Ardaširjev oče je bil Sasan in po Ardaširjevem  rojstvu "izgine" iz zgodbe. Po njegovem "izginotju" je odgovornost za svojo hčerko prevzel Papak, zato se on šteje za Ardaširjevega očeta.
V napisu v Zaratustrovi kaabi Šapurja I. Velikega so imena štirih oseb: Sasan, Papak, Ardašir in Šapur, ki imajo različne naslove. Sasan se imenuje ashwataw ali  xwadāy ("gospodar", običajno naslov suverena majhne lokalne kneževine), Papak je šah (kralj), Ardašir šahinšah (kralj kraljev Sasanidskega cesarstva) in Šapur  kralj kraljev Irana in Anirana.

### Sodobni viri
Sodobni iranski zgodovinar Touraj Daryaee meni, da sasanidski viri niso zanesljivi, ker so iz dvornih sasanidskih arhivov in so bili po Daryaeejevem mnenju napisani "skladno s pogledom na svet v poznem sasanidskem obdobju". Daryaee in več drugih zgodovinarjev meni, da je Sasan dobil ime po božanstvu, znanemu v več delih Azije, v Parsu, domovbini Sasanidov, pa ne. To bi lahko pomenilo, da je bil Sasan prišlek z zahoda ali vzhoda, ki se je naselil v Parsu, kjer božanstvo ni bilo znano in vanj niso verovali. Sasan  je uspel postati svečenik v pomembnem Anahitinem templju v Istahru, prestolnici Parsa. Po Bundahišnu, ki je po Daryaeejevem mnenju nastal neodvisno in ne na sasanidskem dvoru, se je Sasanova  hčerka poročila s Papakom in rodila Ardaširja. Bundahišn omenja tudi to, da je bil Sasan sin nekega Veh-afrida.

## Politika Sasanove družine
Sasanove politične ambicije so spodbudile težave in šibkosti zadnjih let Partskega  cesarstva. Po Tabariju je  Papaku uspelo utrditi svojo moč s pomočjo sinov Šapurja in Ardaširja, kar se šteje za začetek Sasanidske dinastije. 
Sasanovi potomci so postali vladarji drugega Perzijskega cesarstva in vladali v velikem delu zahodne Azije (v prvem Perzijskem cesarstvu je vladala dinastija Kira Velikega). Trije ustanovitelji novega cesarstva – Papak in njegova sinova – so omenjeni in upodobljeni na steni Kserksovega harema v Perzepolisu, zapuščini Ahemenidov. Napis naj bi dokazoval njihovo ahemenidsko poreklo, vendar je bil napisan kasneje.
Sasan je znan predvsem po tem, da je poskušal v cesarstvu ponovno uvesti zoroastrstvo, in spodbujanju Papaka, naj prevzame oblast v partski satrapiji Pars.